# Rolls-Royce Wraith
El Rolls-Royce Wraith fue construido por Rolls-Royce en su factoría de Derby desde 1938 hasta 1939 y suministrado a fabricantes de carrocerías independientes como chasis de funcionamiento. 
Wraith es también el nombre de un nuevo coupé anunciado por Rolls-Royce en 2013.

## Primera generación

### Diseño del chasis

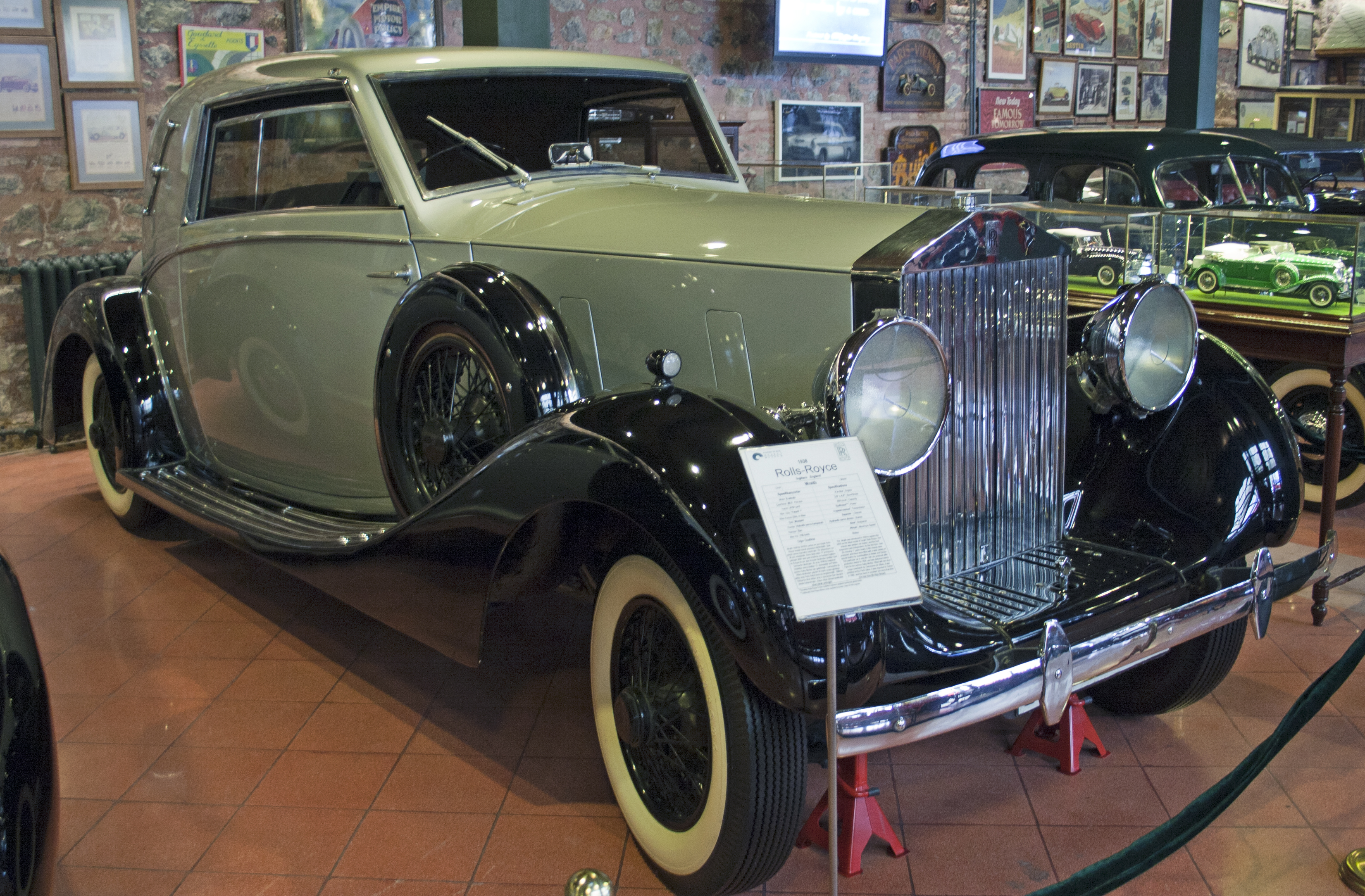
1938 Rolls-Royce Wraith de 1938 con coupé cerrado de De Villars.

El motor seis cilindros en línea, con válvulas superiores, 4.257 cc estaba basado en el 25/30 pero disponía de una culata de flujo transversal. La caja de cambios de cuatro-velocidades disponía de sincronizadores para la segunda, tercera y cuarta y conservaba el tradicional cambio en la mano derecha.
El Wraith disponía de muelles helicoidales independientes en la suspensión delantera basados en un Packard 120 manteniendo un suspensiones de ballesta semielípticas en el eje trasero. Los amortiguadores hidráulicos delanteros tenían su controlador de grado de suspensión que variaba con la velocidad del vehículo, haciéndolo tecnológicamente superior a su predecesor, el 25/30 H.P. y a l par con el Phantom III. El coche todavía fue construido en un chasis separado pero esto fue con soldadura en lugar de la tradicional construcción remachada. Los frenos de tambor eran accionados mecánicamente por el motor por un servo drive patentado por Hispano-Suiza y construido por Rolls-Royce bajo licencia. Se colocaron ruedas de alambre de 17 pulgadas de diámetro, con los radios usualmente cubiertos por llantas extraíbles. Se construyó un sistema de elevación hidráulica operado mediante una palanca situada bajo el asiento trasero.

### Rendimiento
Los coches basados en el chasis del Wraith podían alcanzar las 85 mph (137 km/h); esto era muy dependiente del peso y estilo del cuerpo de carrocería colocado. En una prueba realizada por la revista "The Motor" en octubre de 1938, se registró un tiempo de 0-50 mph en 16,4 segundos.

### Producción
En 1938, el coste típico de un vehículo era de £1700, que incluía el coste del chasis de £1100. Se construyeron 492 chasis. Aunque los chasis solo fueron producidos en 1939, coches de 1940 u otras fechas posteriores de entrega y registro no son inusuales. Algunos coches fueron rematados a principios de 1940. Otros estuvieron almacenados y vendidos y registrados por primera vez durante los años de la guerra. Unos pocos fueron realmente equipados con la carrocería en el periodo de guerra. Además, 16 chasis anteriores a la guerra fueron carrozados a principios de 1946 y debidamente entregados al gobierno. El último Wraith fue entregado en 1947.

### Apariciones en el cine y literatura
Rolls Royce Wraiths aparecen en Morena y Peligrosa (1947) y en una breve escena de Johnny el Peligroso (1984). La matrícula de la novela NOS4A2 pertenece a un Rolls-Royce Wraith.

## Segunda generación (2013-)
El 18 de enero de 2013, llamándolo como "el coche que Charles Rolls elegiría para conducir", Rolls-Royce anunció el Wraith como un modelo que "satisfaría la pasión por la innovación, la ingeniería y la aventura". Su chasis fue creado por el diseñador serbio Pavle Trpinac. Se ha informado que este será el coche británico más rápido y lujoso en ser construido por Rolls-Royce.
Un coupé de cuatro plazas basado en el chasis del Rolls-Royce Ghost, el vehículo fue presentado en el Salón del Automóvil de Ginebra el 5 de marzo de 2013. Las primeras entregas se esperan para septiembre de 2013.
A la espera de la presentación, Rolls-Royce ha creado una serie de animaciones promocionales para el Wraith.